# سنتوریدین
سنتوریدین (به انگلیسی: Centaureidin) با فرمول شیمیایی C۱۸H۱۶O۸ یک ترکیب شیمیایی با شناسه پاب‌کم ۵۳۱۵۷۷۳ است. که جرم مولی آن ۳۶۰٫۳۱ g/mol می‌باشد. 